# Hubert Girault
Hubert Girault (nacido el 13 de febrero de 1957, en Saint-Maur-des Fossés, Francia) es un Químico y profesor Suizo en la Escuela Politécnica Federal de Lausana. Él es el director del Laboratorio de electroquímica física y analítica, con experiencia en electroquímica en "soft interfaces", técnicas Lab-on-a-Chip, química bio-analítica y espectrometría de masas, electrólisis artificial de agua, reducción de CO2 y baterías de flujo redox.
El profesor Girault es autor de más de 500 publicaciones científicas, con más de 15.000 citas y un índice h de 63. También ha sido autor de un libro de texto titulado: "Electrochimie: Physique et Analytique", que fue también publicado en inglés como: "Analytical and Physical Electrochemistry". El profesor Girault es inventor de más de 17 patentes. Además de su papel como profesor en EPFL, también es profesor adjunto en el Centro de Investigación en Ingeniería de Instrumentos Científicos Innovadores, Ministerio de Educación, China, Universidad de Fudan, Shanghái. Ha sido profesor invitado en ENS Cachan (París, Francia), Universidad de Fudan (China), Universidad de Kioto (Japón), Universidad de Pekín (China) y Universidad de Xiamen (China).

## Carrera académica
Hubert Girault obtuvo su diploma en Ingeniería Química del Instituto Tecnológico de Grenoble en 1979. Tres años después, en 1982 completó su tesis titulada: "Estudios interfaciales usando técnicas de procesamiento de imágenes de gota",, en la Universidad de Southampton, Inglaterra. Desde 1982 hasta 1985, trabajó como becario postdoctoral en la Universidad de Southampton, antes de convertirse en Profesor de Fisicoquímica en la Universidad de Edimburgo. En 1992, comenzó como profesor de Fisicoquímica en la Escuela Politécnica Federal de Lausana (EPFL), donde continúa enseñando. También es fundador y director del Laboratorio de Electroquímica Física y Analítica . Ha ejercido dos veces como Presidente del Departamento de Química, ahora llamado Instituto de Ciencias Químicas y de Ingeniería (ISIC) en los períodos 1995-1997 y 2004-2008. También, se ha desempeñado dos veces como Jefe de la Comisión de Enseñanza en Química, encargada de la enseñanza de la química y la ingeniería química en EPFL, ahora denominada Sección de Química e Ingeniería Química, en los períodos: 1997-1999 y 2001-2004.
También fue director del Programa de Doctorado en Química en el período 1999-2000. Durante el período 2011-2014, fue Decano de Licenciatura y Maestría en EPFL y ha supervisado una reforma integral de la enseñanza con la definición de nuevos planes de estudios a partir de septiembre de 2013. Estos cambios incluyeron la introducción de una nueva currícula para el primer año con dos tercios de cursos comunes para todas las secciones científicas y de ingeniería, y de un nuevo plan de estudios de licenciatura que integra más cursos, ejercicios y trabajos prácticos. Participó en una importante revisión de los programas de maestría y la introducción de MOOC para cursos específicos. Como Decano, introdujo medidas para mejorar el control de calidad de la educación ,, en particular creando, para cada sección, una comisión académica encargada de la auditoría anual de todos los programas. También preside los diferentes comités de admisión, tanto a nivel de licenciatura como de maestría.
Durante su carrera, ha supervisado a más de 60 estudiantes de doctorado (+ 10 en progreso) y ha formado a muchos becarios postdoctorales. 25 ex becarios doctorales y/o posdoctorales son ahora profesores en Canadá, China, Dinamarca, Francia, Irlanda, Japón, Corea, Singapur, Reino Unido y Estados Unidos. La educación ha sido una parte importante de sus actividades, y sus notas de clase han formado la base de un libro de texto titulado: "Electrochimie Physique et Analytique" (ahora en la tercera edición) y traducido al inglés: "Analytical and Physical Electrochemistry".
El profesor Hubert Girault siempre tuvo interés en la publicación científica. Entre 1996 y 2001, fue editor asociado del Journal of Electroanalytical Chemistry, que en aquel momento era una de las principales revistas de referencia en el campo. También es Vicepresidente de las “Presses Polytechniques et Universitaires Romandes” . Él ha ejercido en muchos consejos editoriales y ahora está sirviendo como Editor Asociado de Chemical Science (Royal Society of Chemistry) .  El Prof. Hubert Girault fue Presidente de la División de Electroquímica de EUCHEMS (2008-2010) y fue Presidente de la reunión anual de la “International Society of Electrochemistry”, Lausanne 2014.

## Iniciativas Comerciales
El Prof. Hubert Girault ha sido Director Financiero de 3 empresas:
- Dydropp (1982, disuelta en 1986), relacionada con la producción de unidades de digitalización de vídeo para mediciones de tensión superficial.

- Ecosse Sensors (1990, ahora parte de Inverness Medical Technologies, EE.UU). relacionada con la producción de electrodos de carbono por medio de foto-ablación láser para la detección de metales pesados.
- DiagnoSwiss (1999) relacionada con la producción de sistemas de inmunoensayo rápido.

## Reconocimientos
El trabajo de Girault ha sido citado más de 15.000 veces, dándole un índice h de 63 según Web of Science. (O 21,000 y 76 de acuerdo con Google Académico)

En 2006, recibió la Medalla Faraday por la Royal Society of Chemistry . Al año siguiente, fue nombrado miembro de la Sociedad Internacional de Electroquímica . Posteriormente fue nombrado miembro de la Royal Society of Chemistry en 2009. Recibió el Premio "111 Visiting Professorship" del Ministerio de Educación de China, de 2008 a 2011. En 2015, recibió el Premio Reilley por la Sociedad Americana de Química Electroanalítica .

## Actividades actuales de investigación

### Electrólisis alcalina del agua
La electrólisis del agua se considera como la manera más limpia de producir hidrógeno, cuando la electricidad requerida se deriva de fuentes de energía renovables. Estas tecnologías podrían utilizarse para almacenar energía como hidrógeno, que se puede transformar en electricidad en pilas de combustible, cuando la fuente natural de energía no está disponible. Aquí hay dos maneras de realizar la electrólisis del agua, a saber, en medio básico o ácido, este último es posible gracias a un polímero sólido fabricado por DuPont y llamado Nafion. Los electrolizadores basados en esta tecnología ofrecen mayores ventajas sobre sus contrapartes alcalinas en términos de un diseño más compacto debido a densidades de corriente más altas y mayores presiones operativas. Sin embargo, el tiempo de vida limitado y el alto costo de las membranas, al igual que el uso de electrocatalizadores de metales preciosos caros son importantes consideraciones a tener en cuenta. Es por eso que la electrólisis del agua alcalina, ha sido revitalizada por nuevos materiales electro-catalíticos y estudios fundamentales de celda.

### Baterías de Flujo redox
El profesor Girault es también uno de los inventores de la batería de flujo redox de doble circuito, que permite la electrólisis indirecta del agua utilizando los electrolitos de la batería convencional de flujo redox. En Martigny, Suiza, se ha construido una equipo escala piloto del concepto. El sitio en Martigny, es también el hogar de la muestra Grid-to-mobility de EPFL (propuesta por Girault), que es una estación de alimentación de hidrógeno y batería-vehículo eléctrico utilizando una batería de flujo redox de vanadio, para amortiguar las demandas de energía de la estación de abastecimiento.

### Electroquímica en "soft interfaces"
Adicionalmente, Hubert Girault ha trabajado en el autoensamblaje de especies moleculares y nanopartículas en las interfaces líquido-líquido y realiza investigaciones fundamentales sobre electroquímica en "soft interfaces".